# Hideki Sahara
Hideki Sahara (født 15. maj 1978) er en tidligere japansk fodboldspiller.
Han har spillet for flere forskellige klubber i sin karriere, herunder Kawasaki Frontale og FC Tokyo.